# Mourèze
Mourèze [mu.ʁɛ.zə]  est une commune française située dans le centre du département de l'Hérault, en région Occitanie.
La commune possède un patrimoine naturel remarquable : un site Natura 2000 (« le Salagou »), un espace protégé (le « cirque de Mourèze ») et quatre zones naturelles d'intérêt écologique, faunistique et floristique.

## Géographie

### Description

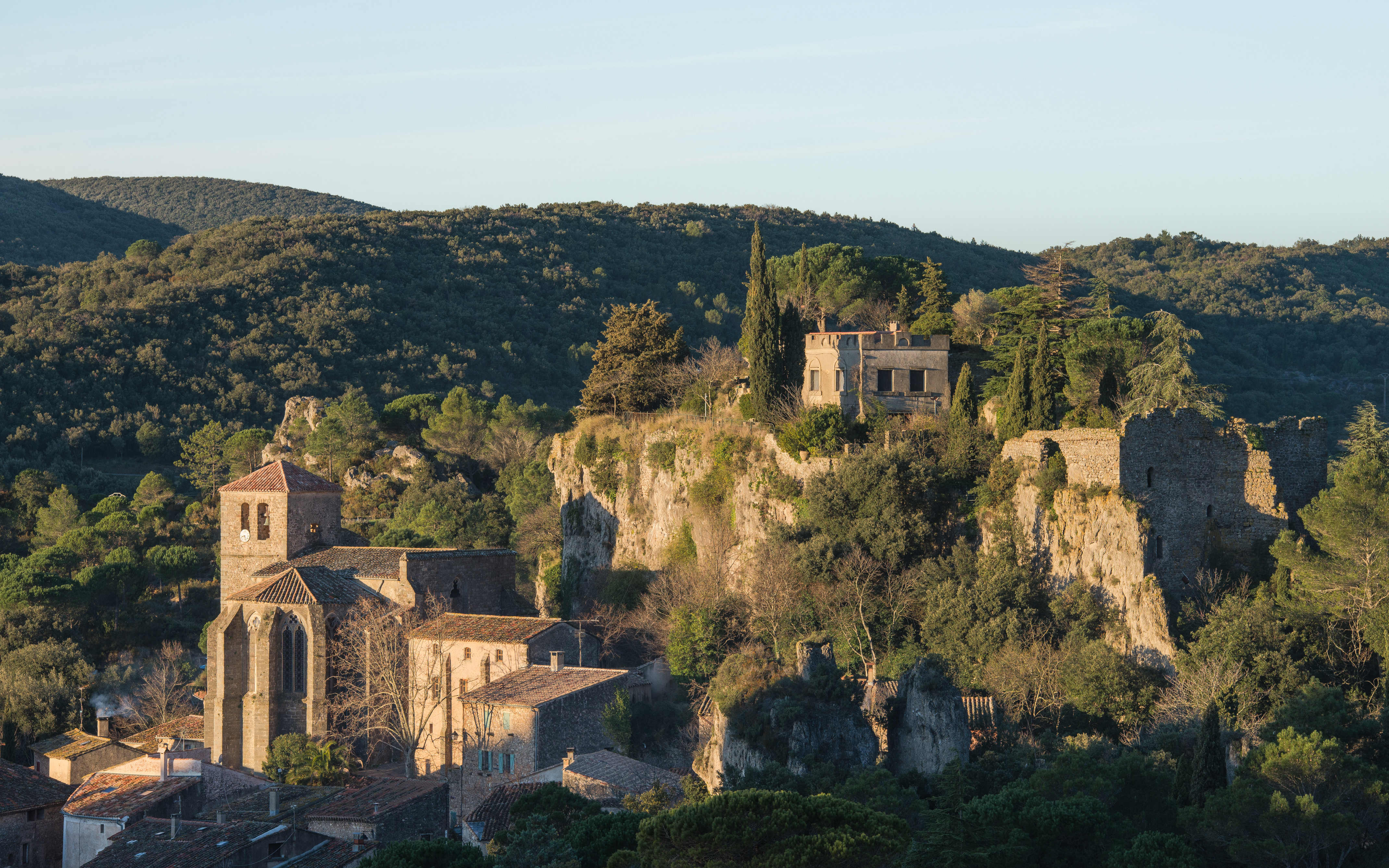
Le village de Mourèze.

Mourèze doit son nom au précelte murr signifiant butte rocheuse. Le village est effectivement dominé par un rocher aux parois verticales portant son château. Les rues étroites du bourg méritent un détour, ainsi que sa fontaine de marbre rouge et ses maisons aux escaliers extérieurs caractéristiques. Mais c'est le cirque de Mourèze qui a fait la célébrité du village.

### Communes limitrophes
Mourèze est limitrophe de sept autres communes.
| Octon     | Liausson  | Clermont-l'Hérault |
| Salasc    | Mourèze   | Villeneuvette      |
| Valmascle | Cabrières |                    |

### Hydrographie
La commune est drainée par la Dourbie et par divers autres petits cours d'eau

### Géologie et relief
La superficie de la commune est de 1 344 hectares ; son altitude varie de 160  à   537 mètres.

### Climat
Pour des articles plus généraux, voir Climat de l'Occitanie et Climat de l'Hérault.
En 2010, le climat de la commune est de type climat méditerranéen franc, selon une étude s'appuyant sur une série de données couvrant la période 1971-2000. En 2020, Météo-France publie une typologie des climats de la France métropolitaine dans laquelle la commune est exposée à un climat méditerranéen et est dans la région climatique Provence, Languedoc-Roussillon, caractérisée par une pluviométrie faible en été, un très bon ensoleillement (2 600 h/an), un été chaud (21,5 °C), un air très sec en été, sec en toutes saisons, des vents forts (fréquence de 40 à 50 % de vents > 5 m/s) et peu de brouillards.
Pour la période 1971-2000, la température annuelle moyenne est de 13,6 °C, avec une amplitude thermique annuelle de 15,9 °C. Le cumul annuel moyen de précipitations est de 914 mm, avec 7,2 jours de précipitations en janvier et 2,4 jours en juillet. Pour la période 1991-2020, la température moyenne annuelle observée sur la station météorologique la plus proche, située sur la commune de Saint-André-de-Sangonis à 12 km à vol d'oiseau, est de 15,5 °C et le cumul annuel moyen de précipitations est de 652,4 mm,. Pour l'avenir, les paramètres climatiques de la commune estimés pour 2050 selon différents scénarios d'émission de gaz à effet de serre sont consultables sur un site dédié publié par Météo-France en novembre 2022.

### Milieux naturels et biodiversité

#### Espaces protégés
La protection réglementaire est le mode d’intervention le plus fort pour préserver des espaces naturels remarquables et leur biodiversité associée,.
Un  espace protégé est présent sur la commune :  le « cirque de Mourèze », objet d'un arrêté de protection de biotope, d'une superficie de 203,1 ha.

#### Réseau Natura 2000

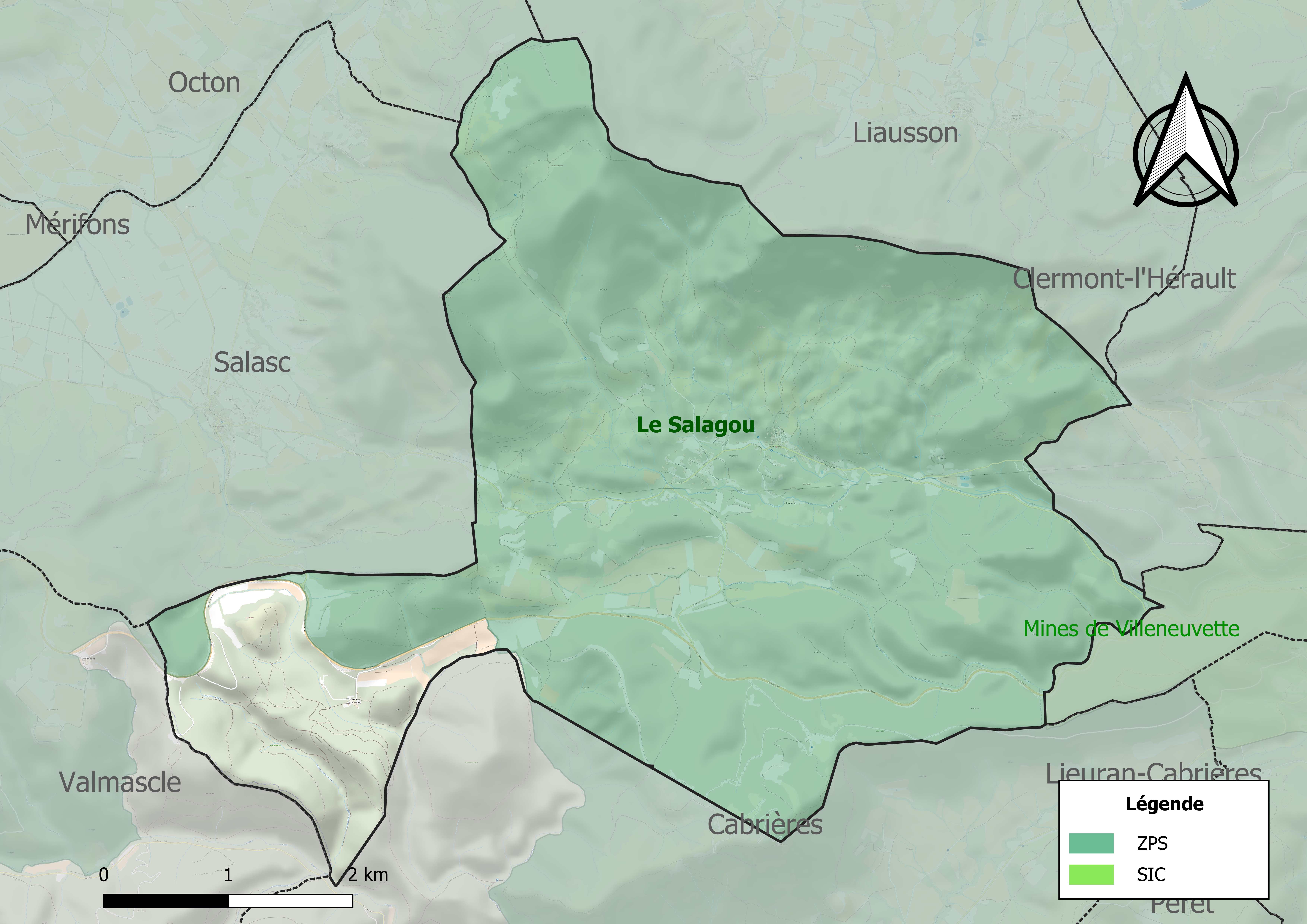
Sites Natura 2000 sur le territoire communal.

Le réseau Natura 2000 est un réseau écologique européen de sites naturels d'intérêt écologique élaboré à partir des directives habitats et oiseaux, constitué de zones spéciales de conservation (ZSC) et de zones de protection spéciale (ZPS).
Un site Natura 2000 a été défini sur la commune au titre  de la directive oiseaux : « le Salagou », d'une superficie de 12 794 ha, effectuant la transition entre la plaine languedocienne et les premiers contreforts de la montagne Noire et du Larzac. Outre l'aigle de Bonelli, trois autres espèces d'oiseaux ont également été prises en compte dans la délimitation de la ZPS, l'Outarde canepetière, le Blongios nain et le Busard cendré.

#### Zones naturelles d'intérêt écologique, faunistique et floristique
L’inventaire des zones naturelles d'intérêt écologique, faunistique et floristique (ZNIEFF) a pour objectif de réaliser une couverture des zones les plus intéressantes sur le plan écologique, essentiellement dans la perspective d’améliorer la connaissance du patrimoine naturel national et de fournir aux différents décideurs un outil d’aide à la prise en compte de l’environnement dans l’aménagement du territoire.
Une ZNIEFF de type 1 est recensée sur la commune :
le « chaos dolomitique de Mourèze » (725 ha), couvrant 3 communes du département et trois ZNIEFF de type 2, : 
- le « bassin du Salagou » (8 089 ha), couvrant 12 communes du département[16] ;
- le « massif de Mourèze et la plaine agricole et garrigues de Péret » (8 126 ha), couvrant 13 communes du département[17] ;
- le « plateau de Carlencas-et-Levas » (6 239 ha), couvrant 11 communes du département[18].

Carte des ZNIEFF de type 1 et 2 à Mourèze.
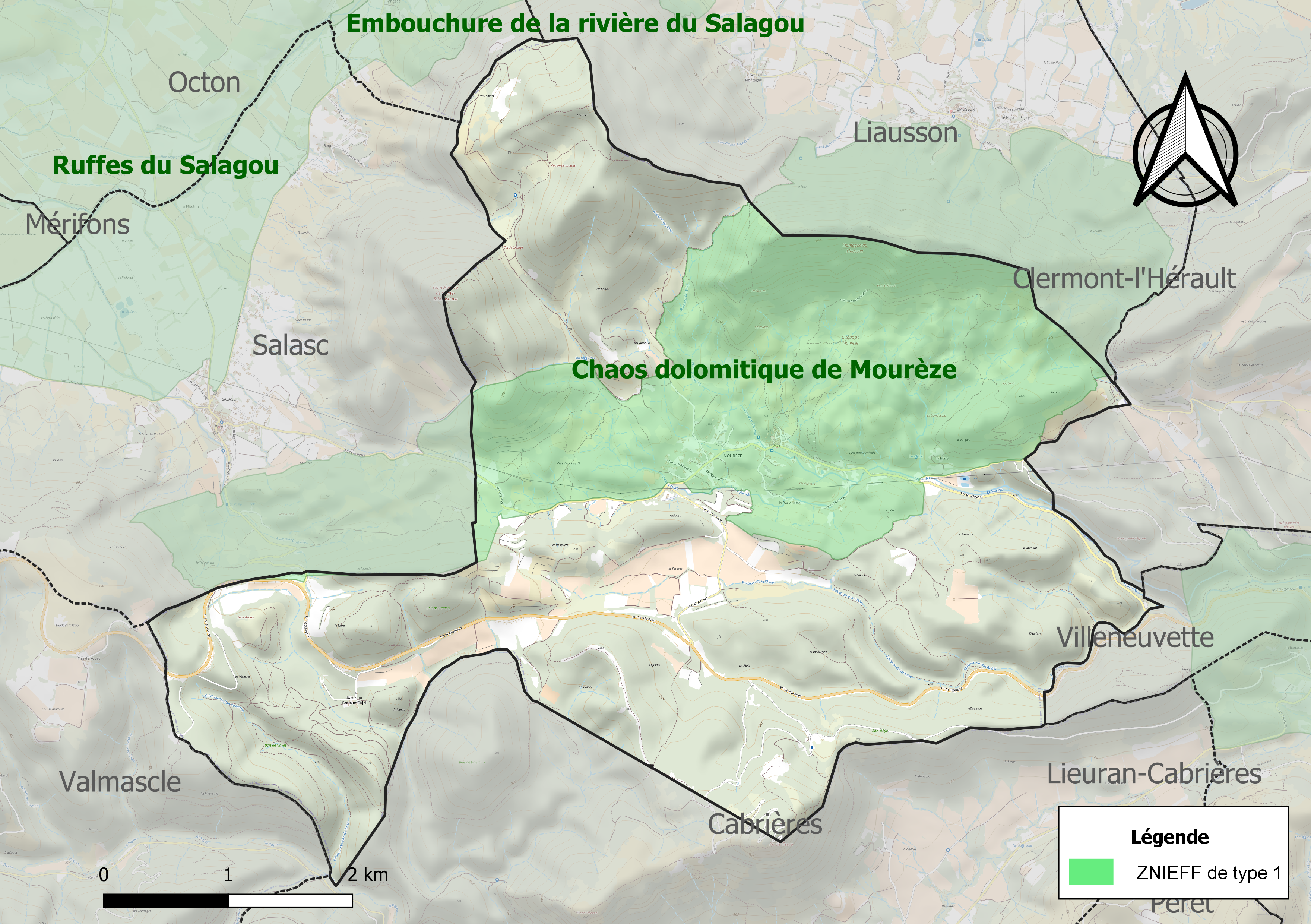
Carte de la ZNIEFF de type 1 sur la commune.
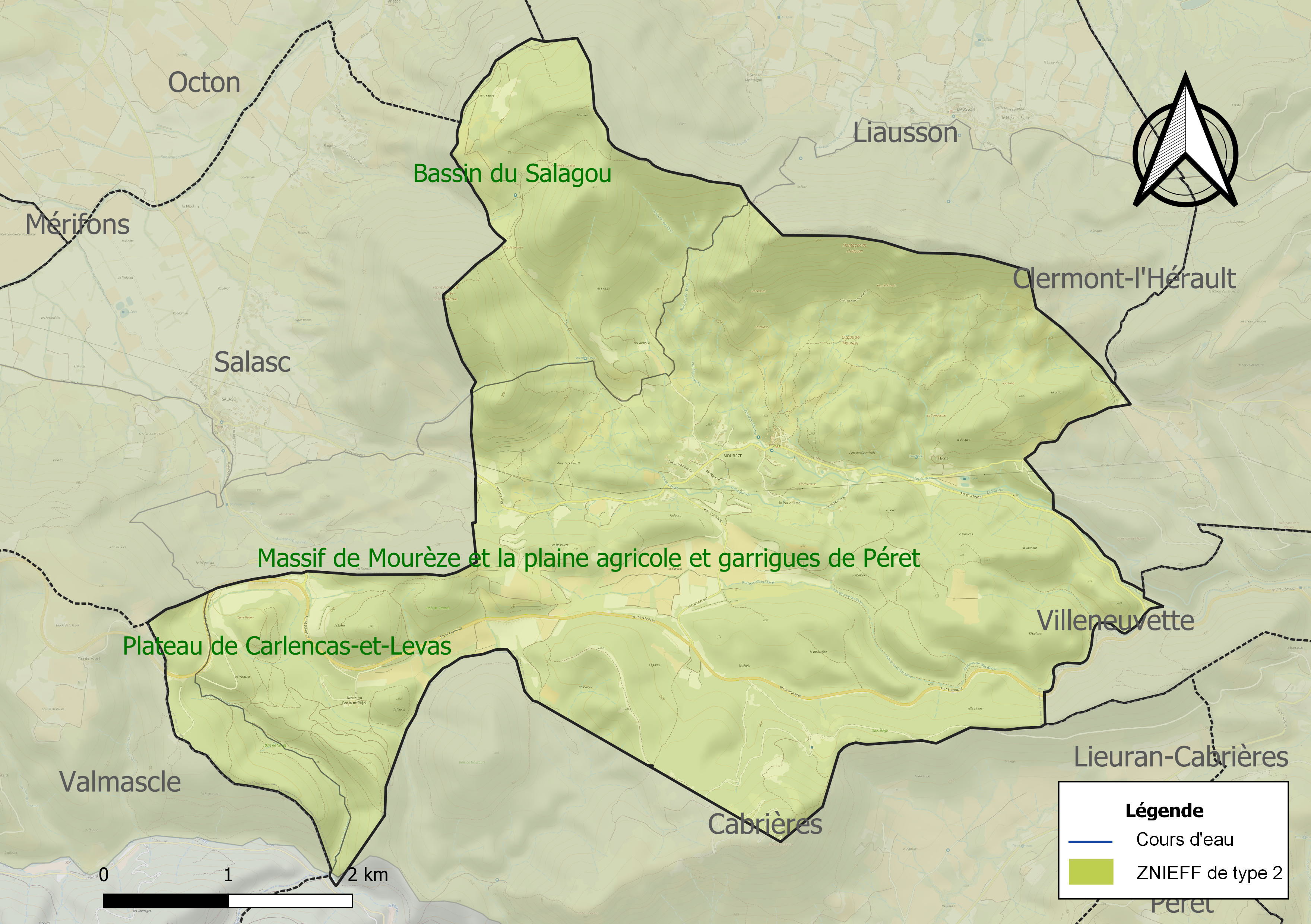
Carte des ZNIEFF de type 2 sur la commune.

## Urbanisme

### Typologie
Au 1er janvier 2024, Mourèze est catégorisée commune rurale à habitat dispersé, selon la nouvelle grille communale de densité à sept niveaux définie par l'Insee en 2022.
Elle est située hors unité urbaine et hors attraction des villes,.

### Occupation des sols

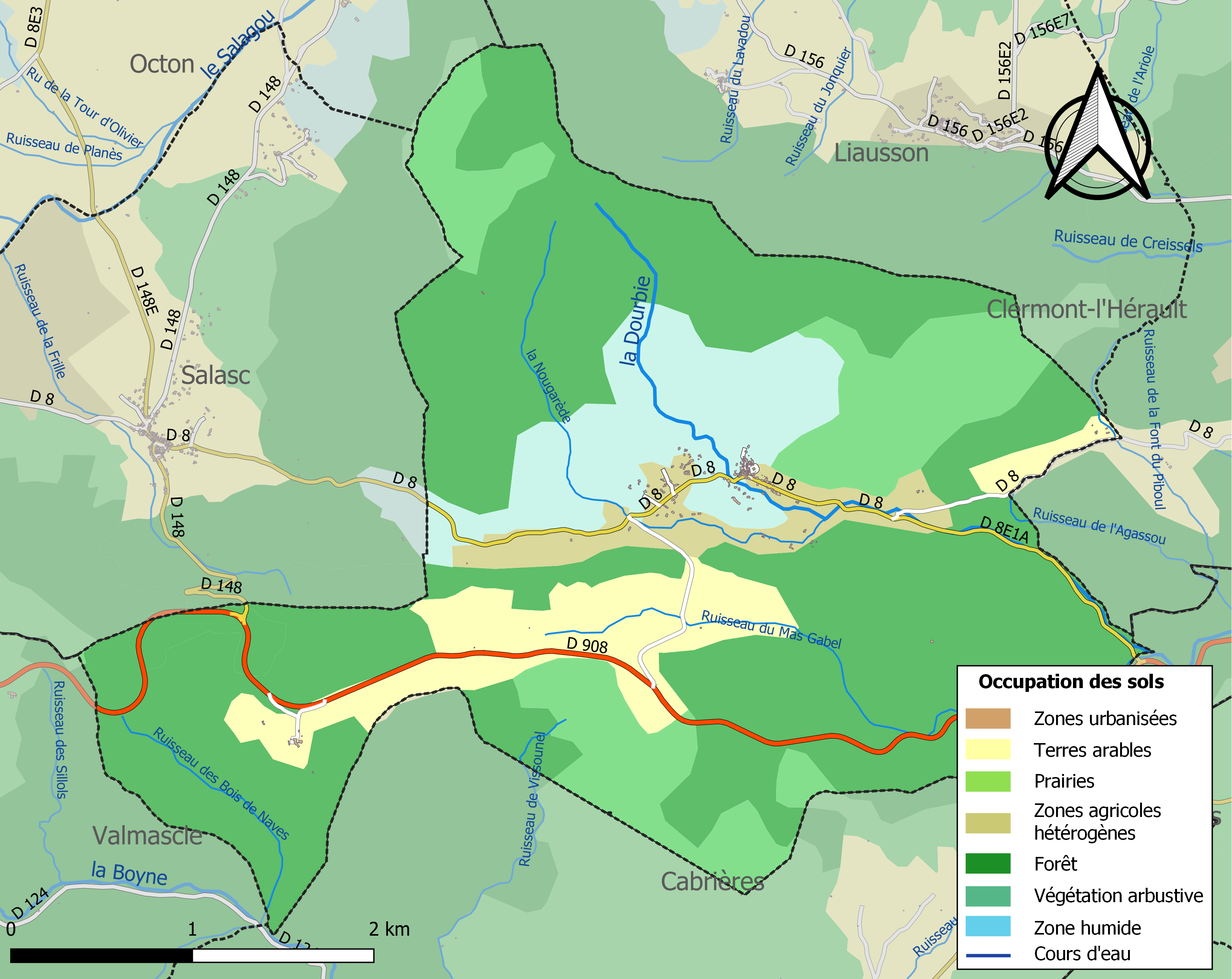
Carte des infrastructures et de l'occupation des sols de la commune en 2018 (CLC).

L'occupation des sols de la commune, telle qu'elle ressort de la base de données européenne d’occupation biophysique des sols Corine Land Cover (CLC), est marquée par l'importance des forêts et milieux semi-naturels (85,5 % en 2018), en augmentation par rapport à 1990 (84,1 %). La répartition détaillée en 2018 est la suivante : 
forêts (59,8 %), milieux à végétation arbustive et/ou herbacée (14,8 %), espaces ouverts, sans ou avec peu de végétation (10,8 %), cultures permanentes (9,7 %), zones agricoles hétérogènes (4,8 %). L'évolution de l’occupation des sols de la commune et de ses infrastructures peut être observée sur les différentes représentations cartographiques du territoire : la carte de Cassini (XVIIIe siècle), la carte d'état-major (1820-1866) et les cartes ou photos aériennes de l'IGN pour la période actuelle (1950 à aujourd'hui).

### Habitat et logement
En 2020, le nombre total de logements dans la commune était de 136, alors qu'il était de 115 en 2015 et de 106 en 2010.
Parmi ces logements, 71,4 % étaient des résidences principales, 19,3 % des résidences secondaires et 9,3 % des logements vacants. Ces logements étaient pour 84,9 % d'entre eux des maisons individuelles et pour 15,1 % des appartements.
Le tableau ci-dessous présente la typologie des logements à Mourèze en 2020 en comparaison avec celle de l'Hérault et de la France entière. Une caractéristique marquante du parc de logements est ainsi une proportion de résidences secondaires et logements occasionnels (19,3 %) supérieure à celle du département (18 %) et à celle de la France entière (9,7 %). Concernant le statut d'occupation de ces logements, 57,3 % des habitants de la commune sont propriétaires de leur logement (52,3 % en 2015), contre 53 % pour l'Hérault et 57,5 pour la France entière.
| Typologie                                               | Mourèze | Hérault | France entière |
| ------------------------------------------------------- | ------- | ------- | -------------- |
| Résidences principales (en %)                           | 71,4    | 74,9    | 82,1           |
| Résidences secondaires et logements occasionnels (en %) | 19,3    | 18      | 9,7            |
| Logements vacants (en %)                                | 9,3     | 7,1     | 8,2            |

### Risques naturels et technologiques
Le territoire de la commune de Mourèze est vulnérable à différents aléas naturels : météorologiques (tempête, orage, neige, grand froid, canicule ou sécheresse), inondations, feux de forêts et séisme (sismicité faible). Il est également exposé à un risque technologique,  le transport de matières dangereuses, et à un risque particulier : le risque de radon. Un site publié par le BRGM permet d'évaluer simplement et rapidement les risques d'un bien localisé soit par son adresse soit par le numéro de sa parcelle.

#### Risques naturels
Certaines parties du territoire communal sont susceptibles d’être affectées par le risque d’inondation par débordement de cours d'eau, notamment la Dourbie. La commune a été reconnue en état de catastrophe naturelle au titre des dommages causés par les inondations et coulées de boue survenues en 1982 et 2015,.
Mourèze est exposée au risque de feu de forêt. Un plan départemental de protection des forêts contre les incendies (PDPFCI) a été approuvé en juin 2013 et court jusqu'en 2022, où il doit être renouvelé. Les mesures individuelles de prévention contre les incendies sont précisées par deux arrêtés préfectoraux et s’appliquent dans les zones exposées aux incendies de forêt et à moins de 200 mètres de celles-ci. L’arrêté du 25 avril 2002 réglemente l'emploi du feu en interdisant notamment d’apporter du feu, de fumer et de jeter des mégots de cigarette dans les espaces sensibles et sur les voies qui les traversent sous peine de sanctions. L'arrêté du 11 mars 2013 rend le débroussaillement obligatoire, incombant au propriétaire ou ayant droit,.

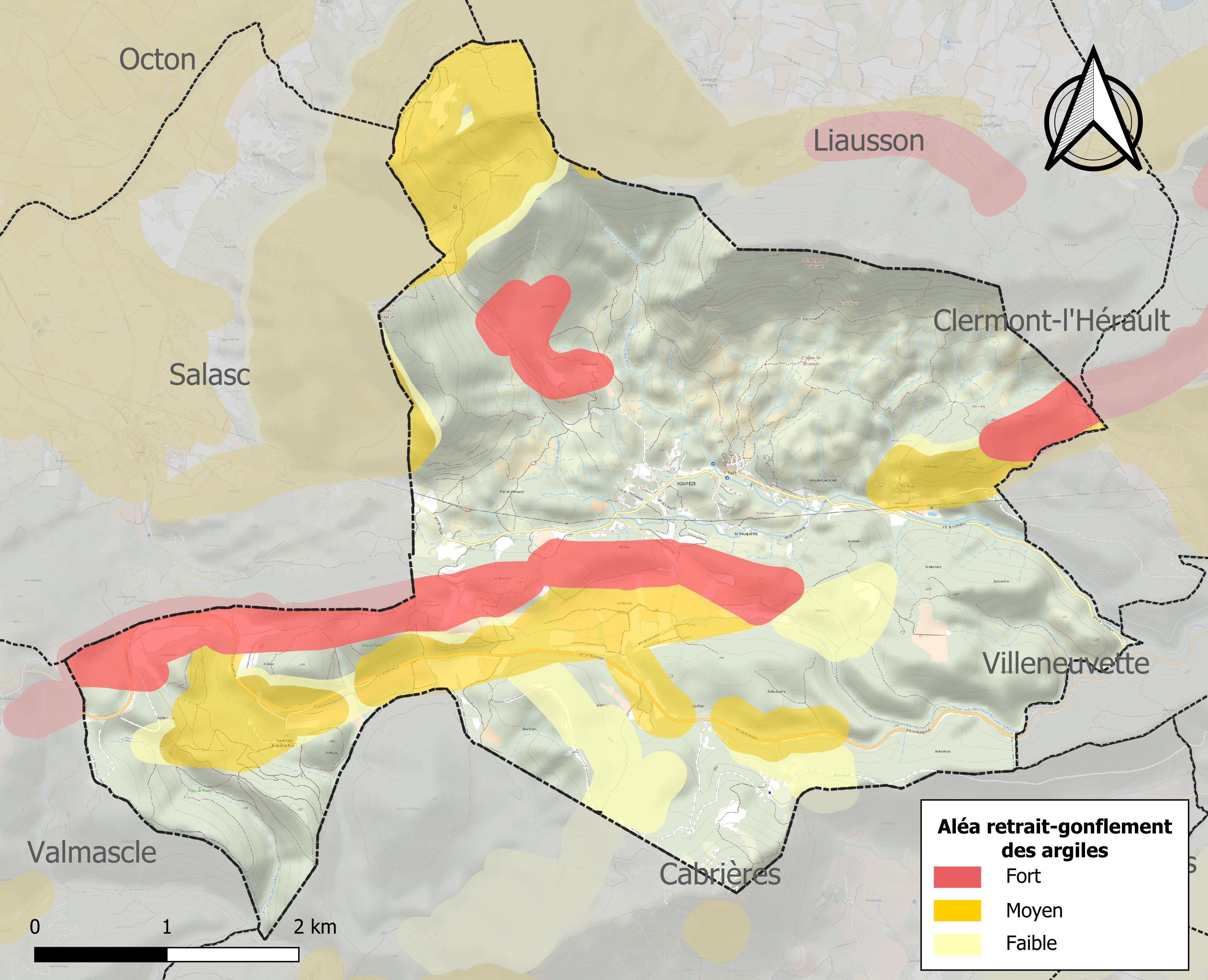
Carte des zones d'aléa retrait-gonflement des sols argileux de Mourèze.

Le retrait-gonflement des sols argileux est susceptible d'engendrer des dommages importants aux bâtiments en cas d’alternance de périodes de sécheresse et de pluie. 28,8 % de la superficie communale est en aléa moyen ou fort (59,3 % au niveau départemental et 48,5 % au niveau national). Sur les 108 bâtiments dénombrés sur la commune en 2019, 6 sont en aléa moyen ou fort, soit 6 %, à comparer aux 85 % au niveau départemental et 54 % au niveau national. Une cartographie de l'exposition du territoire national au retrait gonflement des sols argileux est disponible sur le site du BRGM,.
Par ailleurs, afin de mieux appréhender le risque d’affaissement de terrain, l'inventaire national des cavités souterraines permet de localiser celles situées sur la commune.

#### Risques technologiques
Le risque de transport de matières dangereuses sur la commune est lié à sa traversée par des infrastructures routières ou ferroviaires importantes ou la présence d'une canalisation de transport d'hydrocarbures. Un accident se produisant sur de telles infrastructures est susceptible d’avoir des effets graves sur les biens, les personnes ou l'environnement, selon la nature du matériau transporté. Des dispositions d’urbanisme peuvent être préconisées en conséquence.

#### Risque particulier
Dans plusieurs parties du territoire national, le radon, accumulé dans certains logements ou autres locaux, peut constituer une source significative d’exposition de la population aux rayonnements ionisants. Certaines communes du département sont concernées par le risque radon à un niveau plus ou moins élevé. Selon la classification de 2018, la commune de Mourèze est classée en zone 3, à savoir zone à potentiel radon significatif.

## Toponymie
La commune a été connue sous les variantes : castro Morecino (999), castello de Murezes (vers 1059), castro, quod vocatur Moirenes (vers 1070), ecclesiam de Moreze (1162), castrum de Moresio (1247), ecclesiam S. Marie de Moresio (1252, 1325), de Moressio (1344), Moreze (1622), Moureze (1740).
Le nom dérive d'un radical pré-indo-européen *mŭrr (museau) +  suffixe pré-indo-européen -esa, au sens de « monticule arrondi ».
En occitan, la commune est dénommée Morese [mu.'ɾe.ze].

## Histoire

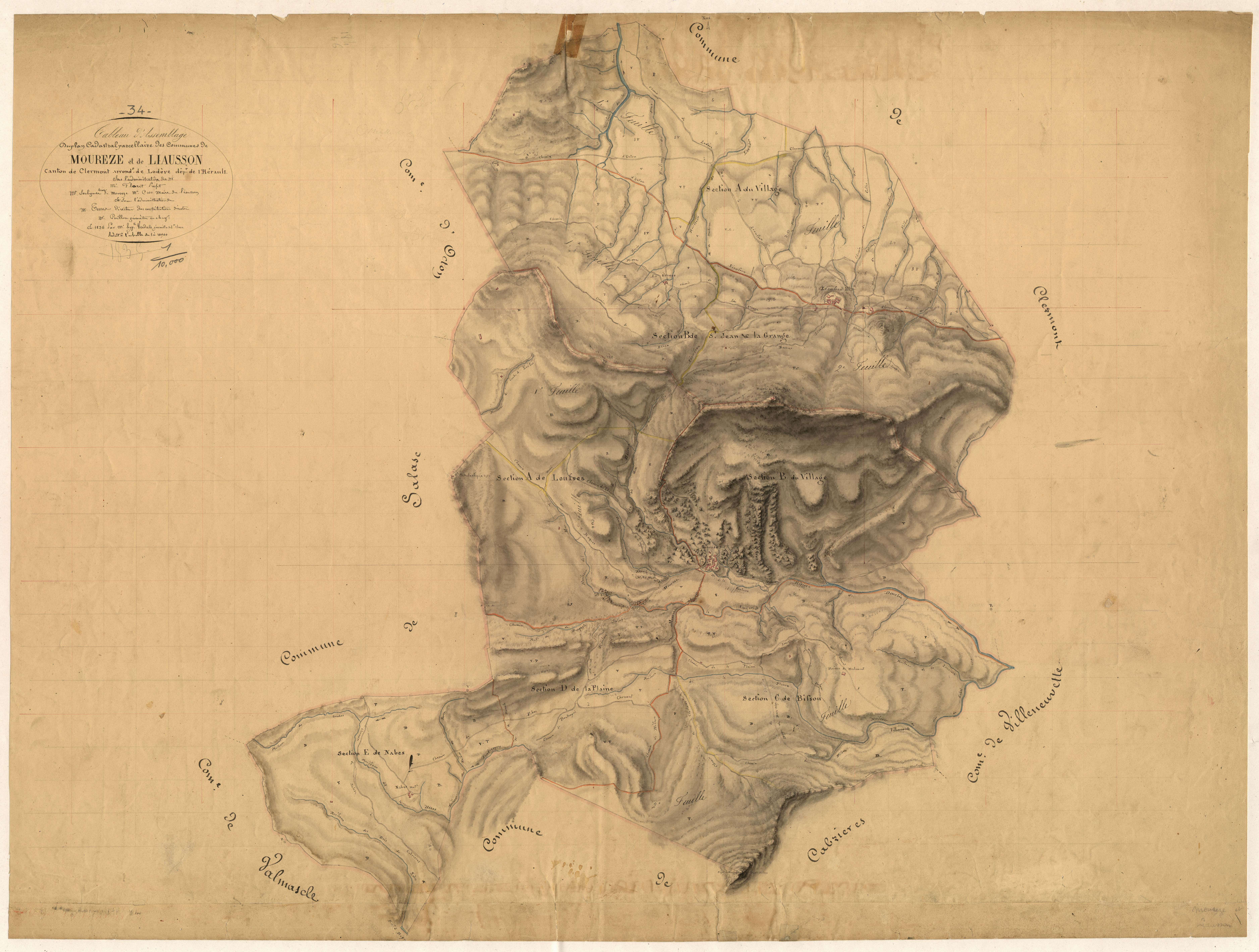
Cadastre napoléonien : tableau d'assemblage (1836).

## Politique et administration

### Rattachements administratifs et électoraux

#### Rattachements administratifs
La commune se trouve depuis 1942 dans l'arrondissement de Lodève du département de l'Hérault.
Elle faisait partie depuis 1793 du canton de Clermont-l'Hérault. Dans le cadre du redécoupage cantonal de 2014 en France, cette circonscription administrative territoriale a disparu, et le canton n'est plus qu'une circonscription électorale.

#### Rattachements électoraux
Pour les élections départementales, la commune fait partie depuis 2014 d'un nouveau canton de Clermont-l'Hérault porté de 15 à 40 communes.
Pour l'élection des députés, elle fait partie de la cinquième circonscription de l'Hérault.

### Intercommunalité
Mourèze est membre de la communauté de communes du Clermontais, un établissement public de coopération intercommunale (EPCI) à fiscalité propre créé fin 2000 et auquel la commune a transféré un certain nombre de ses compétences, dans les conditions déterminées par le code général des collectivités territoriales.

### Administration municipale
Le nombre d'habitants au recensement de 2011 étant compris entre 100 et 499, le nombre de membres du conseil municipal pour l'élection de 2014 est de onze,.

### Liste des maires
| Période      | Période         | Identité              | Étiquette | Qualité                                     |
| ------------ | --------------- | --------------------- | --------- | ------------------------------------------- |
| 1947         | 1976            | Roger Sauvagnac       |           |                                             |
| 1976         | 2001            | Roger Villebrun       |           |                                             |
| 2001         | 2014            | Gabriel Navas         |           |                                             |
| 2014         | 28 juillet 2023 | Serge Didelet         | PRG       | Chef d'entreprise retraité Mort en fonction |
| octobre 2023 | En cours        | Patrick-Albert Jaurès |           | Cadre retraité                              |

## Population et société
Les habitants sont appelés les Mourèzois ou  Mourèzoises.

### Démographie
L'évolution du nombre d'habitants est connue à travers les recensements de la population effectués dans la commune depuis 1793. Pour les communes de moins de 10 000 habitants, une enquête de recensement portant sur toute la population est réalisée tous les cinq ans, les populations de référence des années intermédiaires étant quant à elles estimées par interpolation ou extrapolation. Pour la commune, le premier recensement exhaustif entrant dans le cadre du nouveau dispositif a été réalisé en 2007.

En 2022, la commune comptait 190 habitants, en évolution de −1,04 % par rapport à 2016 (Hérault : +7,49 %, France hors Mayotte : +2,11 %).
| 1793 | 1800 | 1806 | 1821 | 1831 | 1836 | 1841 | 1846 | 1851 |
| ---- | ---- | ---- | ---- | ---- | ---- | ---- | ---- | ---- |
| 104  | 118  | 130  | 157  | 131  | 139  | 140  | 136  | 150  |

| 1856 | 1861 | 1866 | 1872 | 1876 | 1881 | 1886 | 1891 | 1896 |
| ---- | ---- | ---- | ---- | ---- | ---- | ---- | ---- | ---- |
| 140  | 141  | 123  | 117  | 114  | 109  | 103  | 112  | 113  |

| 1901 | 1906 | 1911 | 1921 | 1926 | 1931 | 1936 | 1946 | 1954 |
| ---- | ---- | ---- | ---- | ---- | ---- | ---- | ---- | ---- |
| 106  | 115  | 106  | 134  | 121  | 99   | 98   | 90   | 81   |

| 1962 | 1968 | 1975 | 1982 | 1990 | 1999 | 2006 | 2007 | 2012 |
| ---- | ---- | ---- | ---- | ---- | ---- | ---- | ---- | ---- |
| 91   | 81   | 79   | 76   | 100  | 128  | 163  | 168  | 183  |

| 2017 | 2022 | - | - | - | - | - | - | - |
| ---- | ---- | - | - | - | - | - | - | - |
| 197  | 190  | - | - | - | - | - | - | - |

Mourèze est une commune rurale qui compte 190 habitants en 2022, après avoir connu une forte hausse de la population depuis 1975.

## Économie

### Revenus
En 2018, la commune compte 78 ménages fiscaux, regroupant 181 personnes. La médiane du revenu disponible par unité de consommation est de 18 940 € (20 330 € dans le département).

### Emploi
|                | 2008   | 2013   | 2018   |
| -------------- | ------ | ------ | ------ |
| Commune        | 9,2 %  | 12,5 % | 12,1 % |
| Département    | 10,1 % | 11,9 % | 12 %   |
| France entière | 8,3 %  | 10 %   | 10 %   |

En 2018, la population âgée de 15 à 64 ans s'élève à 133 personnes, parmi lesquelles on compte 74,2 % d'actifs (62,1 % ayant un emploi et 12,1 % de chômeurs) et 25,8 % d'inactifs,. En  2018, le taux de chômage communal (au sens du recensement) des 15-64 ans est supérieur à celui de la France et du département, alors qu'il était inférieur à celui du département en 2008.
La commune est hors attraction des villes,. Elle compte 39 emplois en 2018, contre 23 en 2013 et 30 en 2008. Le nombre d'actifs ayant un emploi résidant dans la commune est de 83, soit un indicateur de concentration d'emploi de 47,4 % et un taux d'activité parmi les 15 ans ou plus de 59 %.
Sur ces 83 actifs de 15 ans ou plus ayant un emploi, 28 travaillent dans la commune, soit 34 % des habitants. Pour se rendre au travail, 89 % des habitants utilisent un véhicule personnel ou de fonction à quatre roues, 3,7 % s'y rendent en deux-roues, à vélo ou à pied et 7,3 % n'ont pas besoin de transport (travail au domicile).

### Activités hors agriculture
26 établissements sont implantés  à Mourèze au 31 décembre 2019.
Le secteur du commerce de gros et de détail, des transports, de l'hébergement et de la restauration est prépondérant sur la commune puisqu'il représente 42,3 % du nombre total d'établissements de la commune (11 sur les 26 entreprises implantées  à Mourèze), contre 28 % au niveau départemental.

### Agriculture
|               | 1988 | 2000 | 2010 | 2020 |
| ------------- | ---- | ---- | ---- | ---- |
| Exploitations | 15   | 10   | 8    | 6    |
| SAU (ha)      | 108  | 105  | 53   | 37   |

La commune est dans le « Soubergues », une petite région agricole occupant le nord-est du département de l'Hérault. En 2020, l'orientation technico-économique de l'agriculture  sur la commune est la viticulture. Six exploitations agricoles ayant leur siège dans la commune sont dénombrées lors du recensement agricole de 2020 (15 en 1988). La superficie agricole utilisée est de 37 ha,,.

## Culture locale et patrimoine

### Lieux et monuments
- Église Sainte-Marie de Mourèze. L'édifice est référencé dans la base Mérimée et à l'Inventaire général Région Occitanie[42].
- Le village est surtout connu à cause du site original qui l'environne. Il s'agit d'un cirque dolomitique où l'érosion a façonné un paysage ruiniforme. Le cirque de Mourèze a autrefois abrité les hommes de la préhistoire (plusieurs oppida et cavernes), puis accueilli les charbonniers et les bergers. Aujourd'hui, l'absence de troupeau laisse la végétation recouvrir le site, surtout fréquenté par les promeneurs qui viennent se perdre dans le labyrinthe naturel de ses rochers aux formes étranges.
- Monument aux 105 morts du maquis Bir-Hakeim
- Le parc des Courtinals est implanté dans un ancien type d'habitat préhistorique, occupé dès le néolithique moyen jusque vers 450 av. J.-C. (âge du bronze). Il est dominé par une barrière de rochers au pied desquels des abris naturels ont dévoilé des silex et des céramiques. Le sentier permet, en le parcourant, de découvrir plusieurs emplacements de cabanes de l'âge du fer et d'atteindre un belvédère d'où l'on peut admirer une vue générale du cirque.

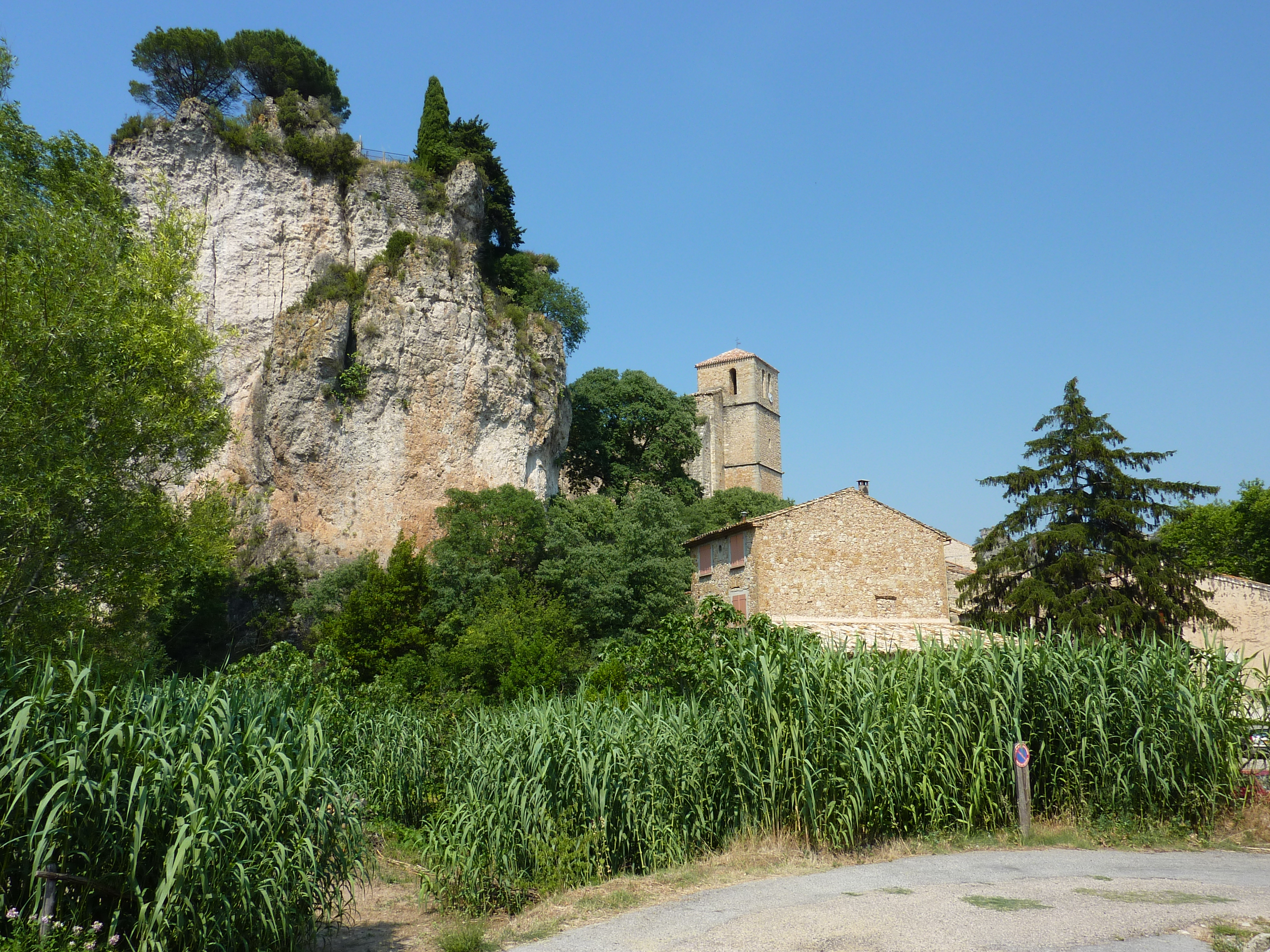
Le site du village et l'église.
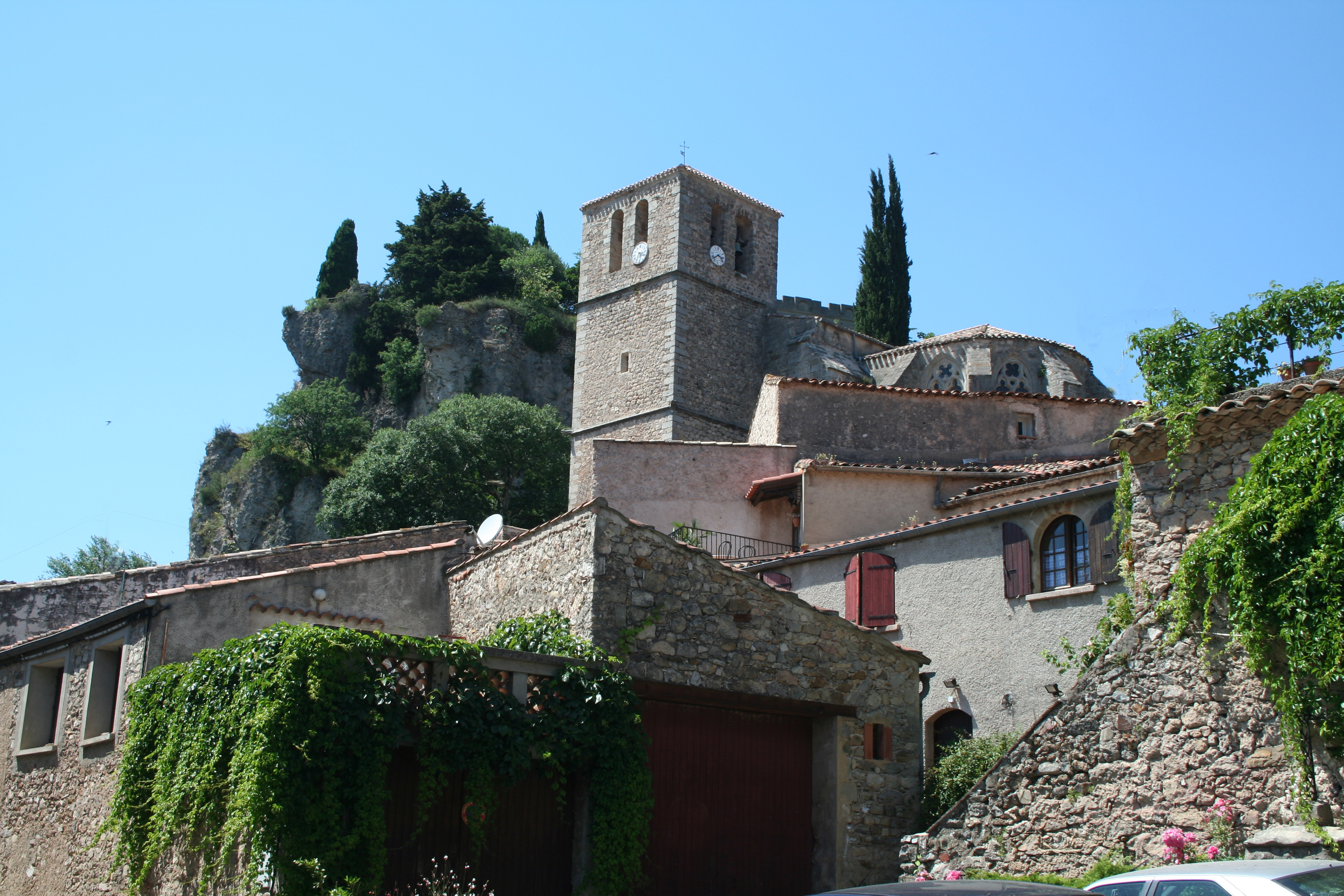
Église Sainte-Marie de Mourèze
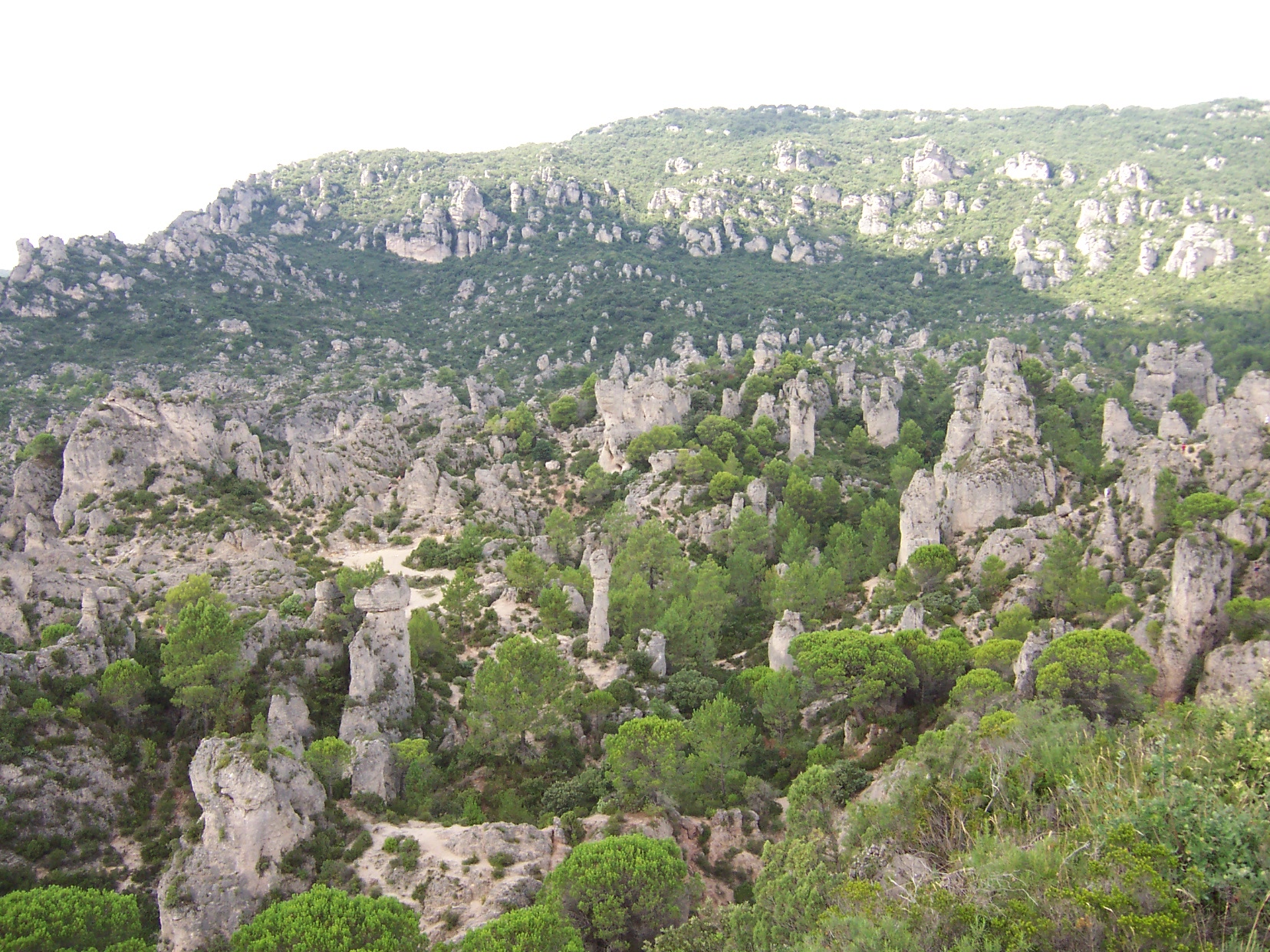
Cirque de Mourèze.
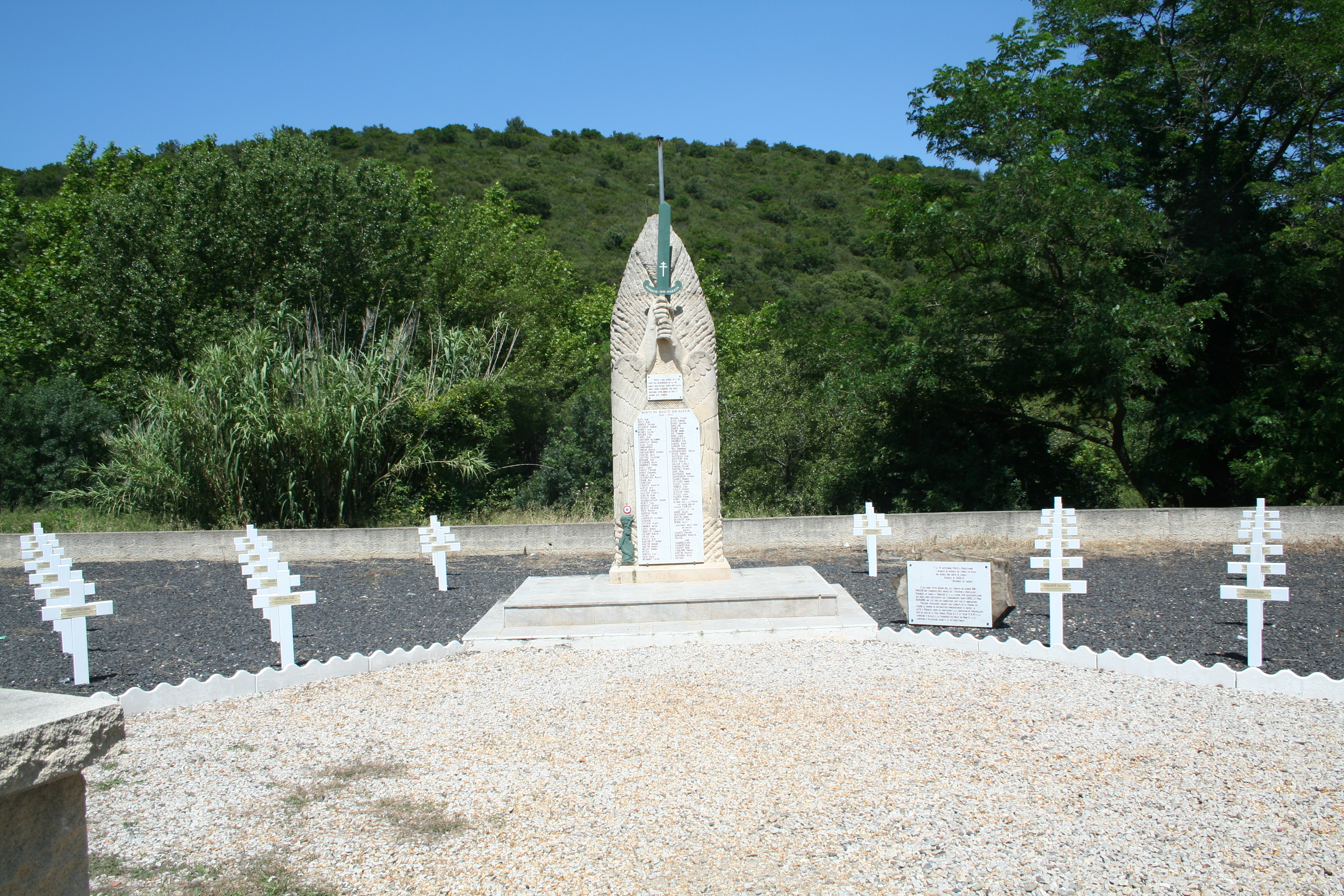
Mémorial du maquis Bir Hakeim.
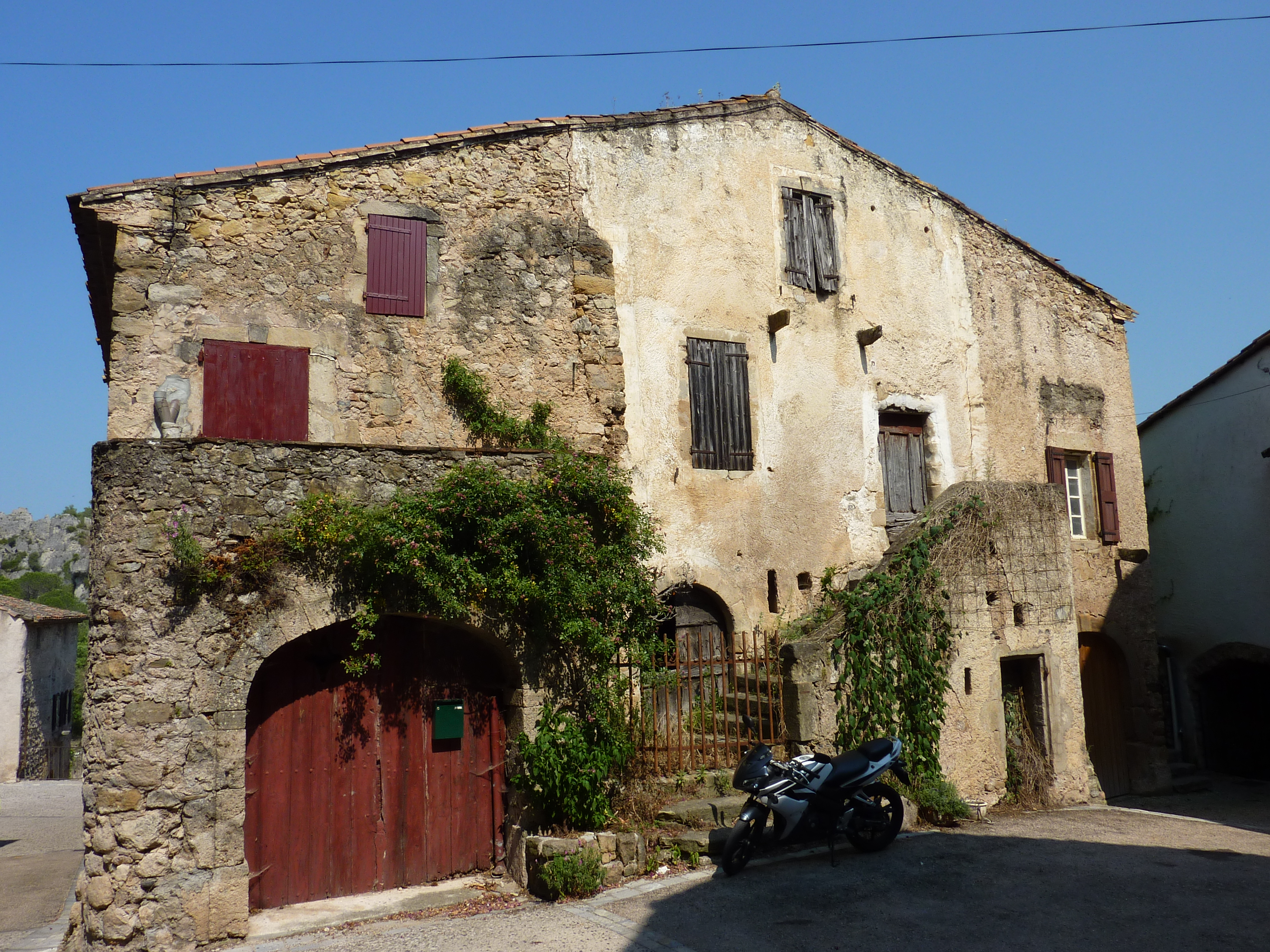
Maison ancienne.

### Site de Mourèze
Le site de Mourèze est formé de dolomite grise (grès dolomitiques). Ces dolomites datent du jurassique moyen (du bajocien 170 ma jusqu'au callovien 163 ma). Ce sont des dépôts calcaires, qui se sont déposés dans une mer chaude, peu profonde, ou bien dans une lagune. Lors d'une période au climat stable. Plus à l'est l'on trouvera aussi des plates formes récifales.
Lorsque le climat est stable comme ce fut le cas au Jurassique moyen (biostasie), sous le couvert végétal, les pluies lessivent les minéraux (A,Na,K,Mg,Si), et les entraînent dans les rivières, et les fleuves, les eaux de fait y sont claires (limpides). Elles formeront ensuite, dans les lagunes ou les hauts-fonds, des dolomies (MgCa)2 CO3. Les dolomies sont le signe de l’existence à cette époque d'un climat stable, et d'une mer chaude peu profonde.

#### Contexte général au Jurassique

##### Paléogéographie
Au Jurassique, ce qui sera plus tard la France vie une transgression marin (montée des mers). La géographie ressemble à groupe d'archipels. Seul quelques massifs comme les Cévennes, le massif central, le massif armoricain ou Ardenne-rhénan émergent, et forment des archipels d’îles (ce sont les restes de la chaîne hercynienne, déjà bien érodée). Le reste du territoire est couverts par une mer peu profonde et chaude. Cette transgression marine durera tout le jurassique (cette transgression marin a commencé au trias, et continuera au crétacé).
Plus généralement, au Jurassique la Laurasie se scinde en deux, l’Amérique du nord se sépare de l’Europe, et du Gondwana. Le Gondwana se sépare lui aussi de la Laurasie. L’océan atlantique nord se forme en même temps que la Thétis commence à se fermer.

##### Paléoclimat
Le climat ainsi que la latitude de ce qui sera plus tard la France, sont tropicaux. Les températures moyennes sont de 16 C° (soit + 3 degrés de plus que la période actuelle).

##### Faune marine
La faune marine du jurassique du sud de la France est composée de :
Lamellibranches : Tancredia, Gervillia, Cardinia
Gastéropodes : Procerithium
Ainsi que des Crinoïdes, Ammonites, et Bélemnites
Molosteens : poissons osseux
Avec l'extension des mers en Languedoc au secondaire, les reptiles marins (apparu au Trias) sont très nombreux. Même s'il n'existe pas de grosses concentrations fossilifères, des fossiles sont régulièrement trouvés dans les dépôts du jurassique inférieur.
Des ichtyosaures reptiles marins de 7 à 8 mètres (des fossiles ont été trouvés à Saint-Georges de luzencon, le clapier, Tournemire près de Millau).
Des Plésiosaures de 10 à 15 mètres (des fossiles ont été trouvés à Rivière sur Tarn, Tournemire près de Millau).

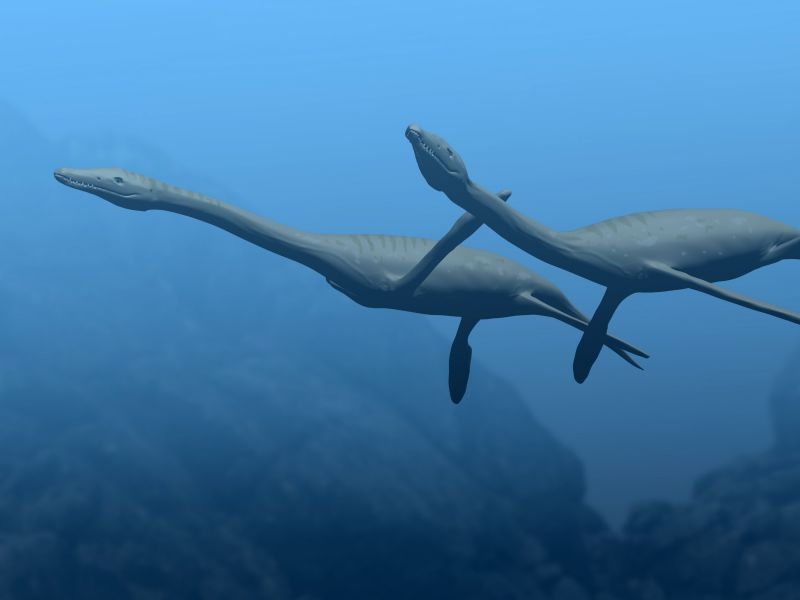
Plésiosaures

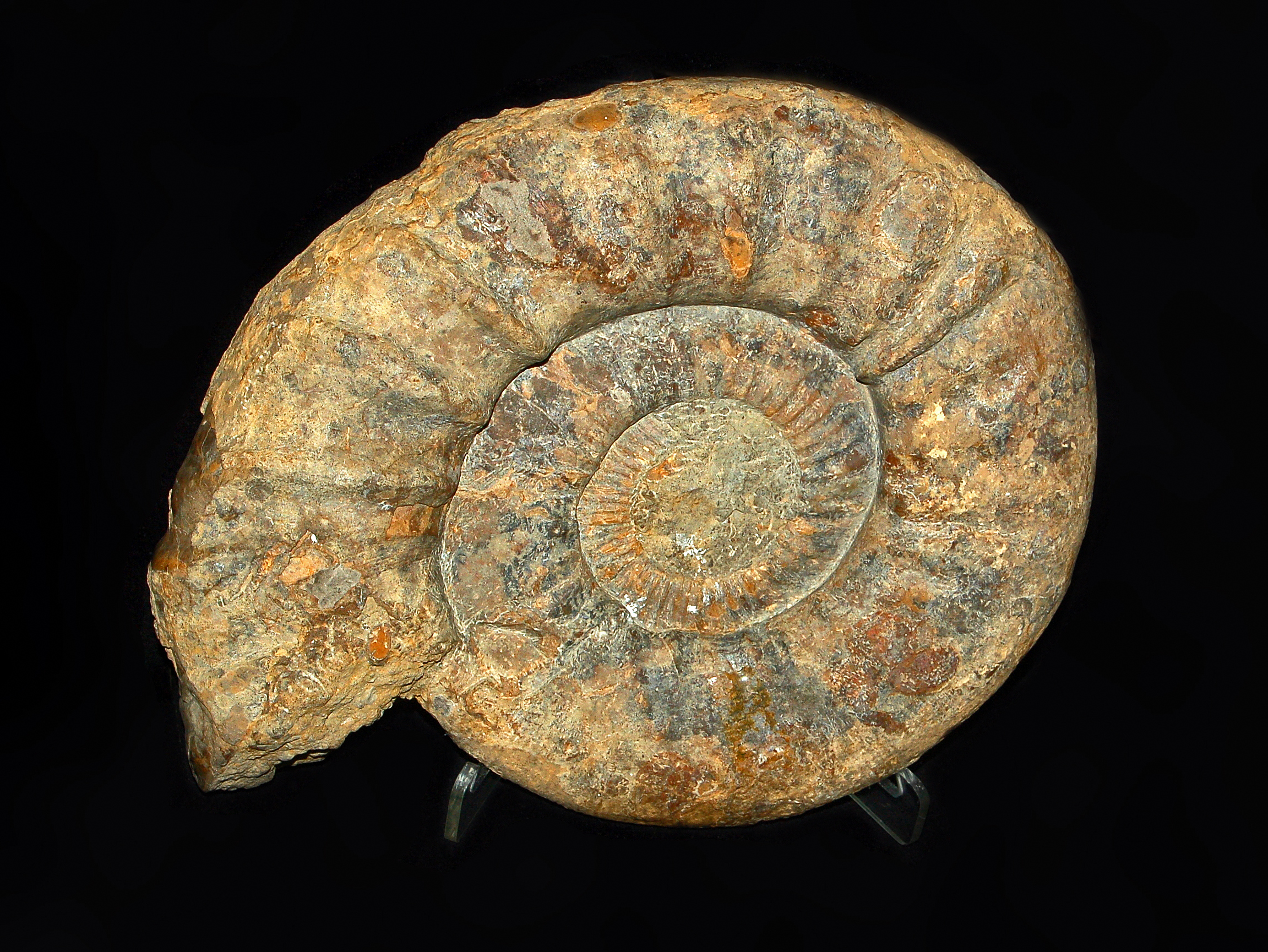
Ammonites

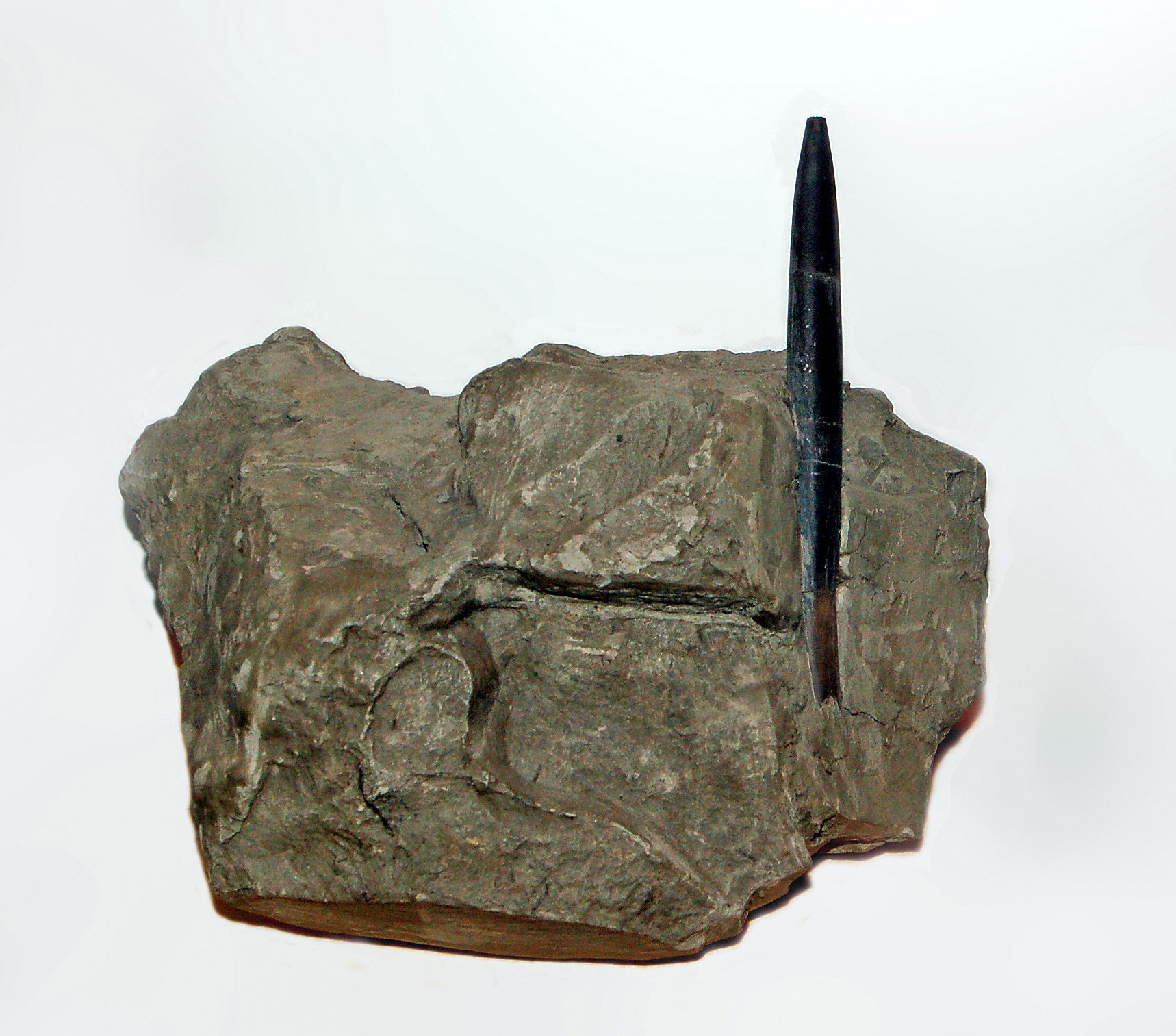
Bélemnite

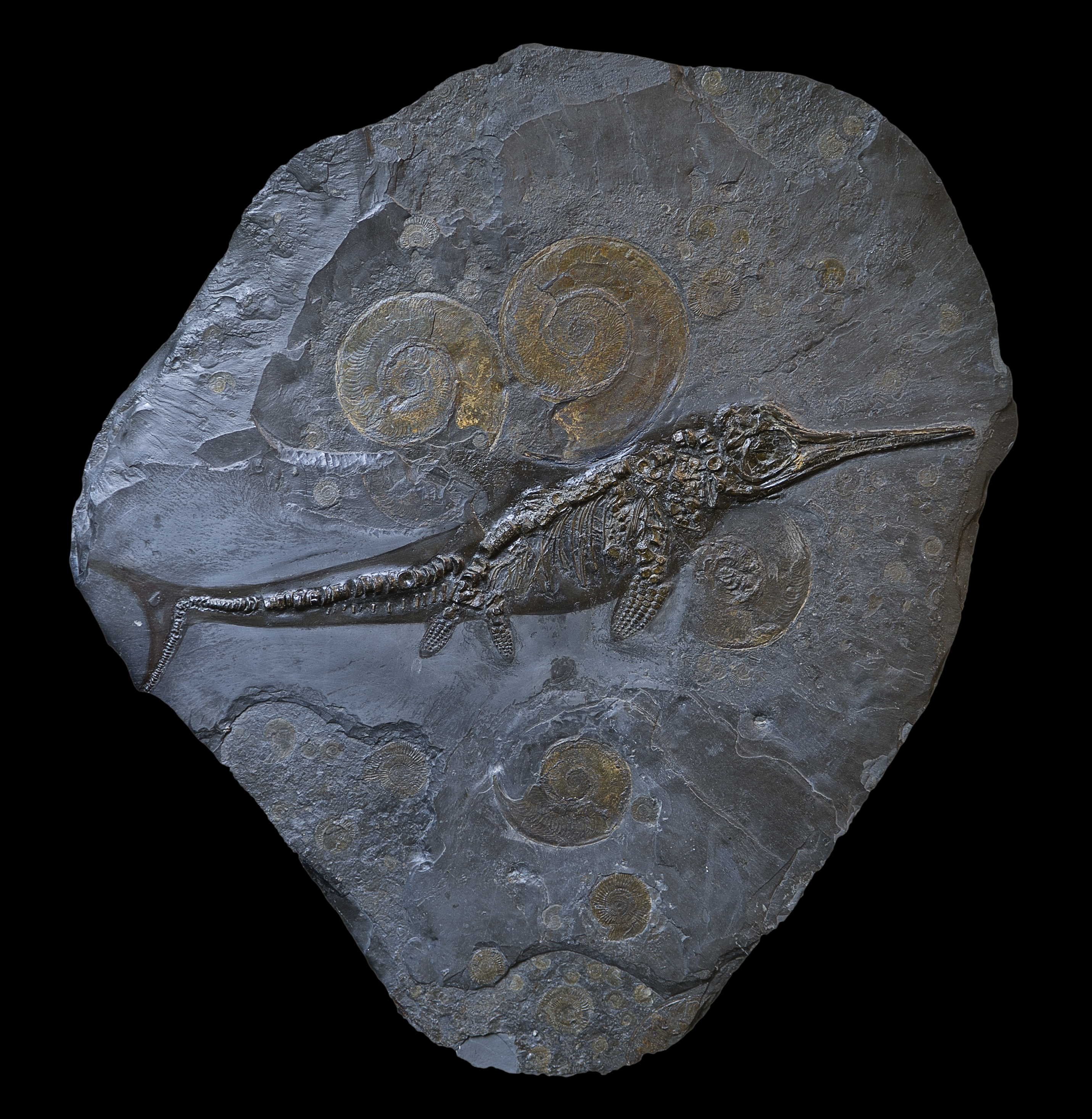
ichtyosaures

##### Flore terrestre
Conifères : Brachyphyllum, Araucaria
Cycadales (gymnospermes) : Cycas, Fougères à graines, zamites.

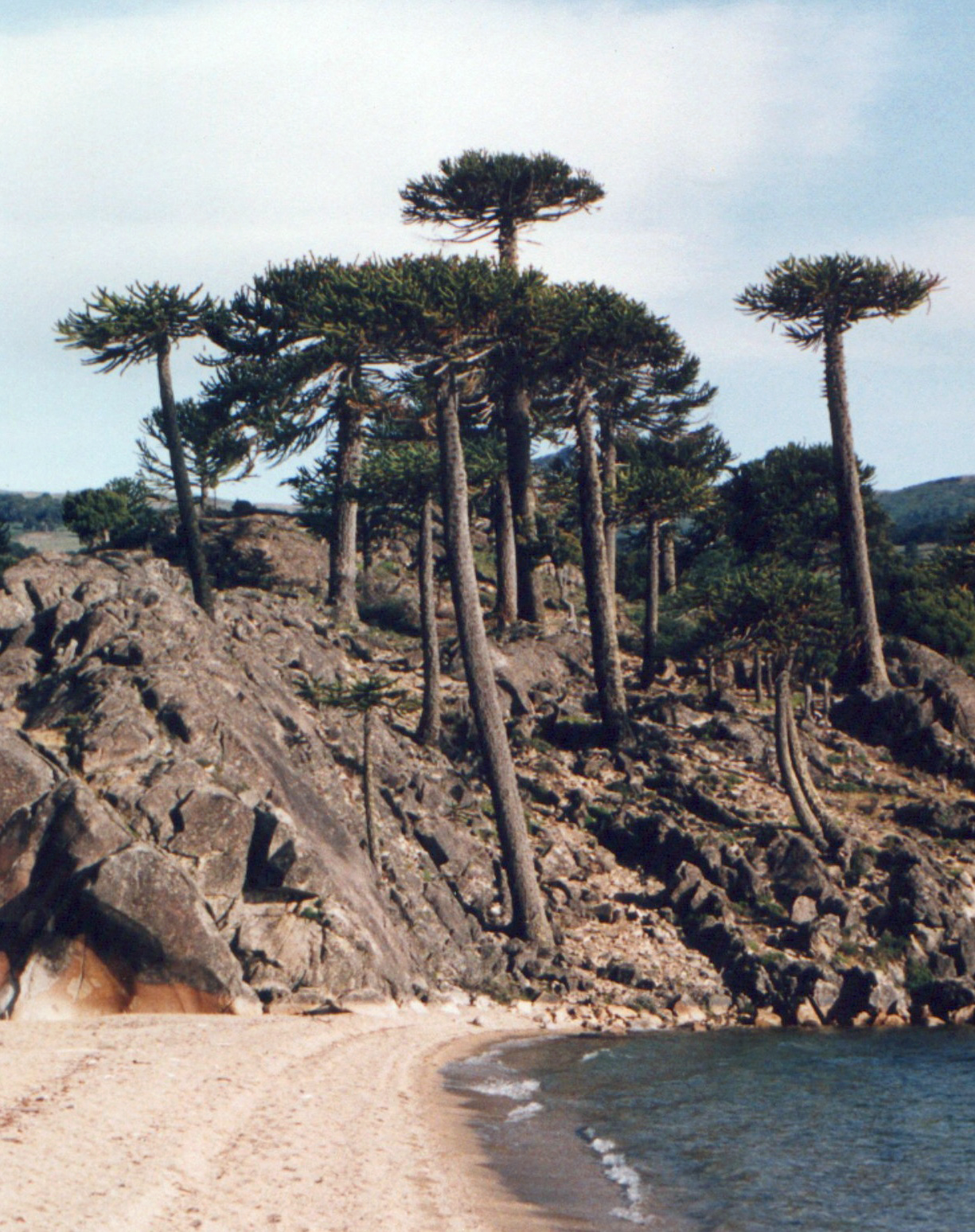
Araucaria

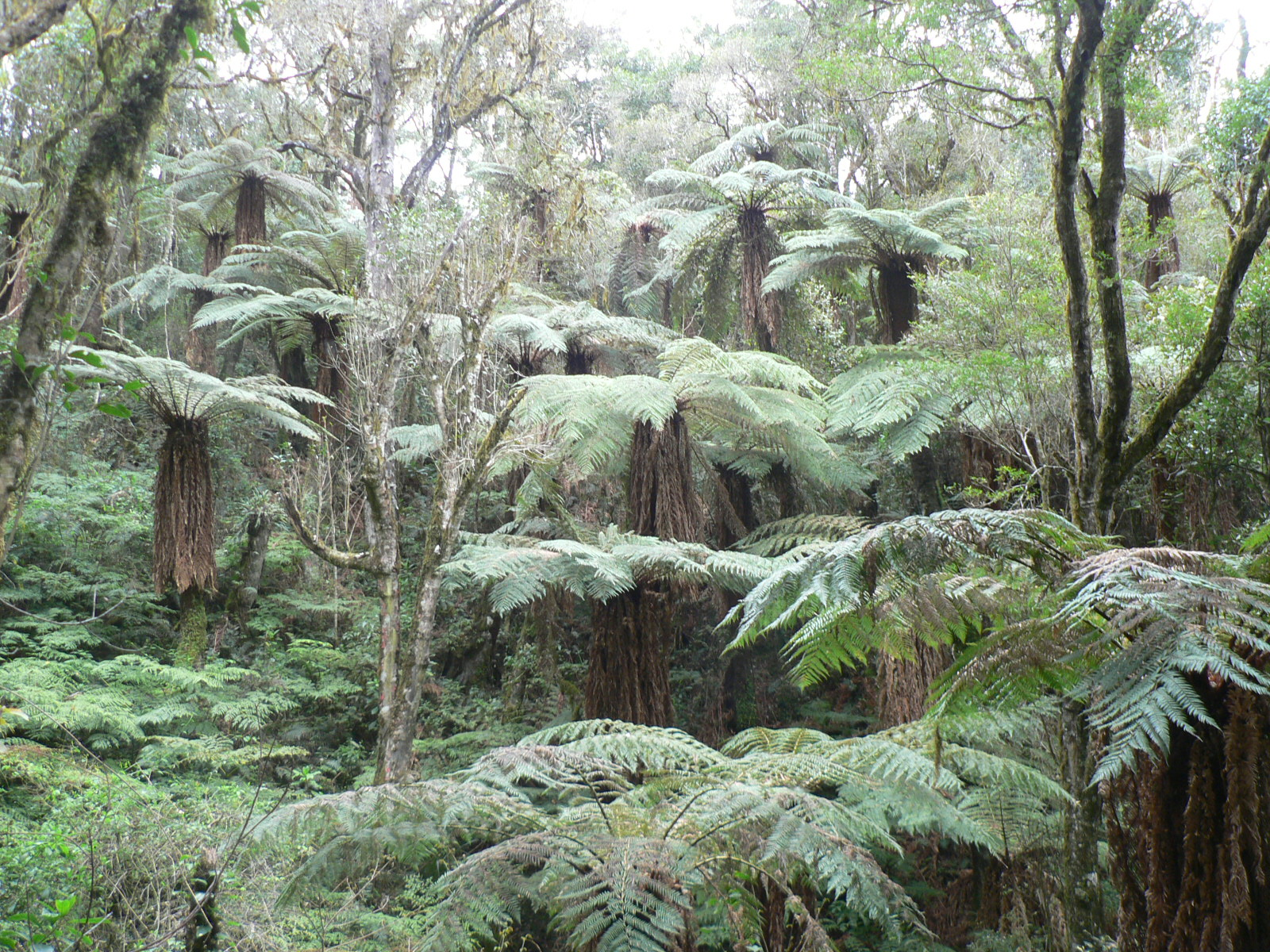
cyatheales (fougères arborescentes)

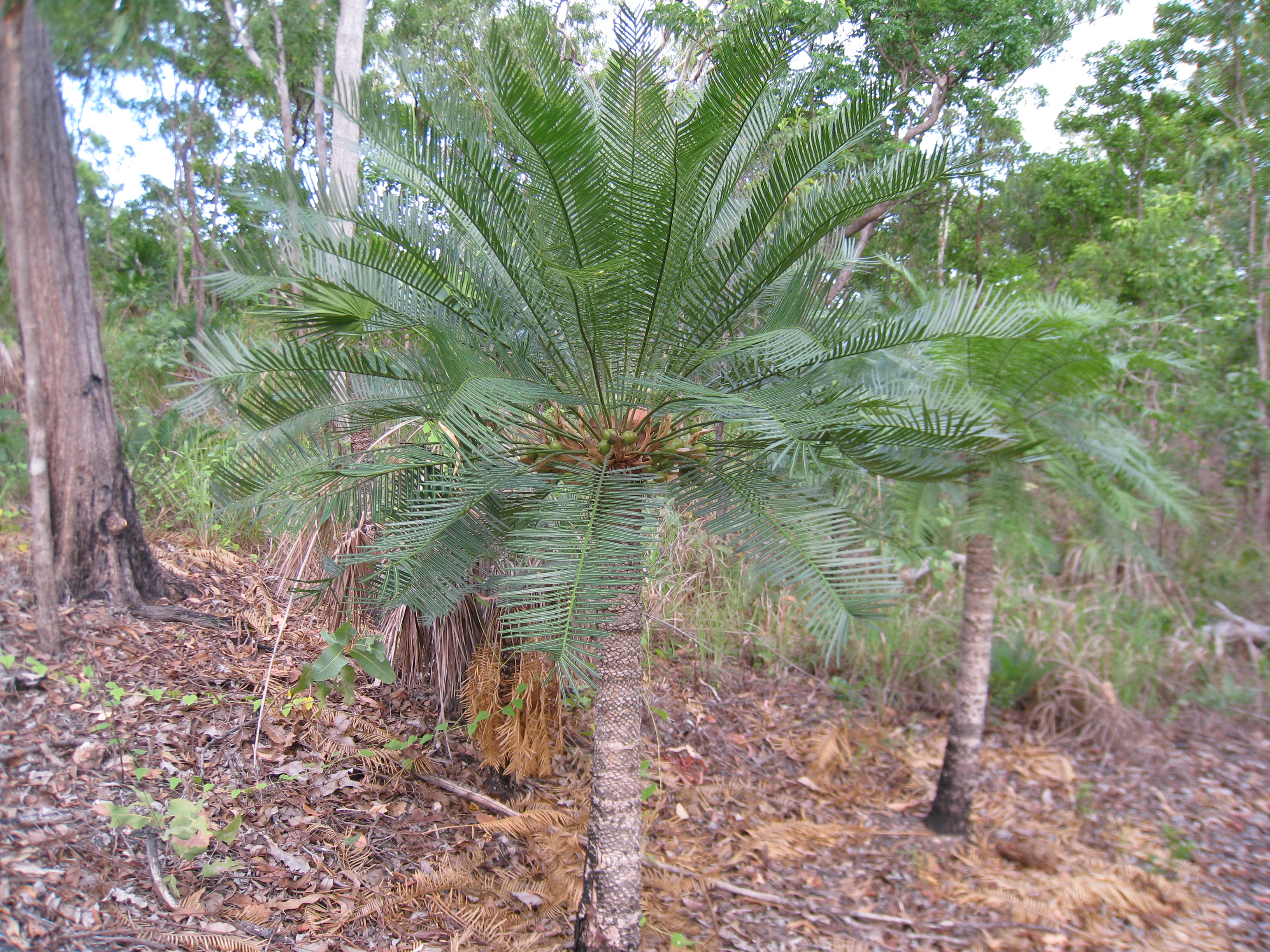
Cycas

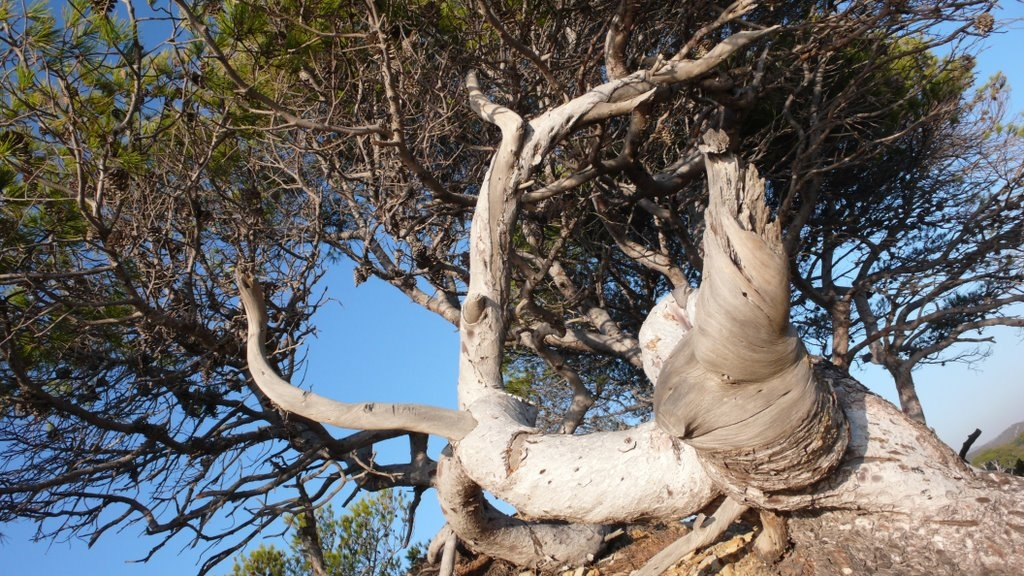
Conifères

Au Jurassique, les araucarias peuplaient les zones côtières, les lagunes, ou ils formaient des massifs forestiers peu denses. Plus à l’intérieur des terres à basses et moyennes altitudes, les araucarias côtoyaient des forets de cycas. Et dans les zones plus humides les cycas côtoyaient les fougères arborescentes (cyatheales).
La flore jurassique du Languedoc, est typique de zones, au climat tropical, chaud et humide.

##### Faune terrestre
Les fossiles de reptiles sont absents du Jurassique moyen, et très rare au Jurassique supérieur et au Crétacé inférieur. Ceci est compensé en partie par de nombreuses traces qui permettent de constater la diversité des dinosaures, et ceux déjà au début du Trias, en particulier l’augmentation de la taille dans certaines lignées de bipèdes carnivores. Bien que nous ne possédions aucun ossement, des comparaisons peuvent être faites grâce aux empreintes Ichoespèces (espèce animale connue seulement d’après ses traces).
Des ossements du Crétacé inférieur du Gard montrent la persistance des Carnosaures dans le Languedoc. Seuls les grands sauropodes n'ont pas laissé de trace en Languedoc.
Carnosaurus : théropode saurischien carnivore de 3 mètres (traces fossiles trouvés à Pryre, près de Millau).
Coelophysis : théropode saurischien carnivore de 3 mètres (traces fossiles trouvés à Saint-Laurent-de-Trêve, Campieu, près de Millau).
Dilophosaurus : théropode saurischien carnivore de 6 mètres (traces fossiles trouvés à Saint-Laurent-de-Trêve, Campieu, près de Millau).
Ornithominus : théropode saurischien de 10 mètres (traces fossiles trouvés à Pryre, près de Millau).
Telcosauridus : Crocodilien primitif de 1,5 mètre (traces fossiles trouvés à Pryre, près de Millau).

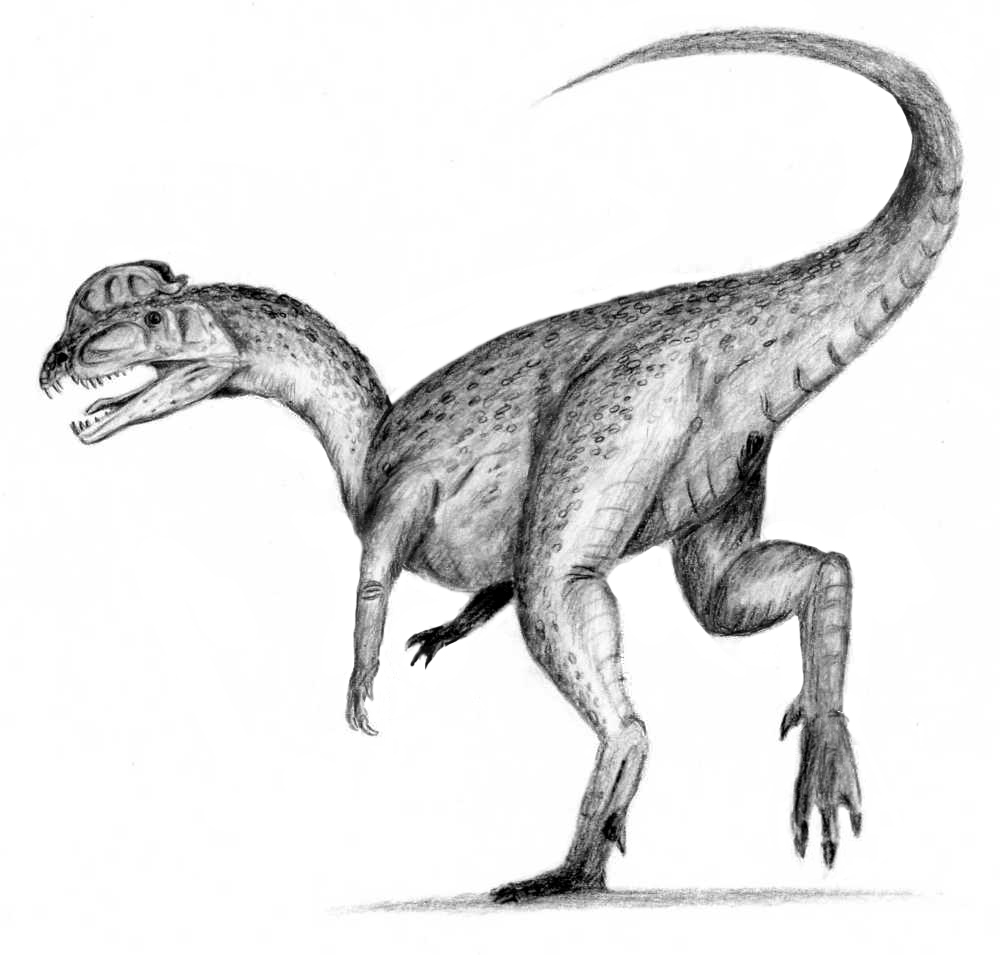
Dilophosaurus

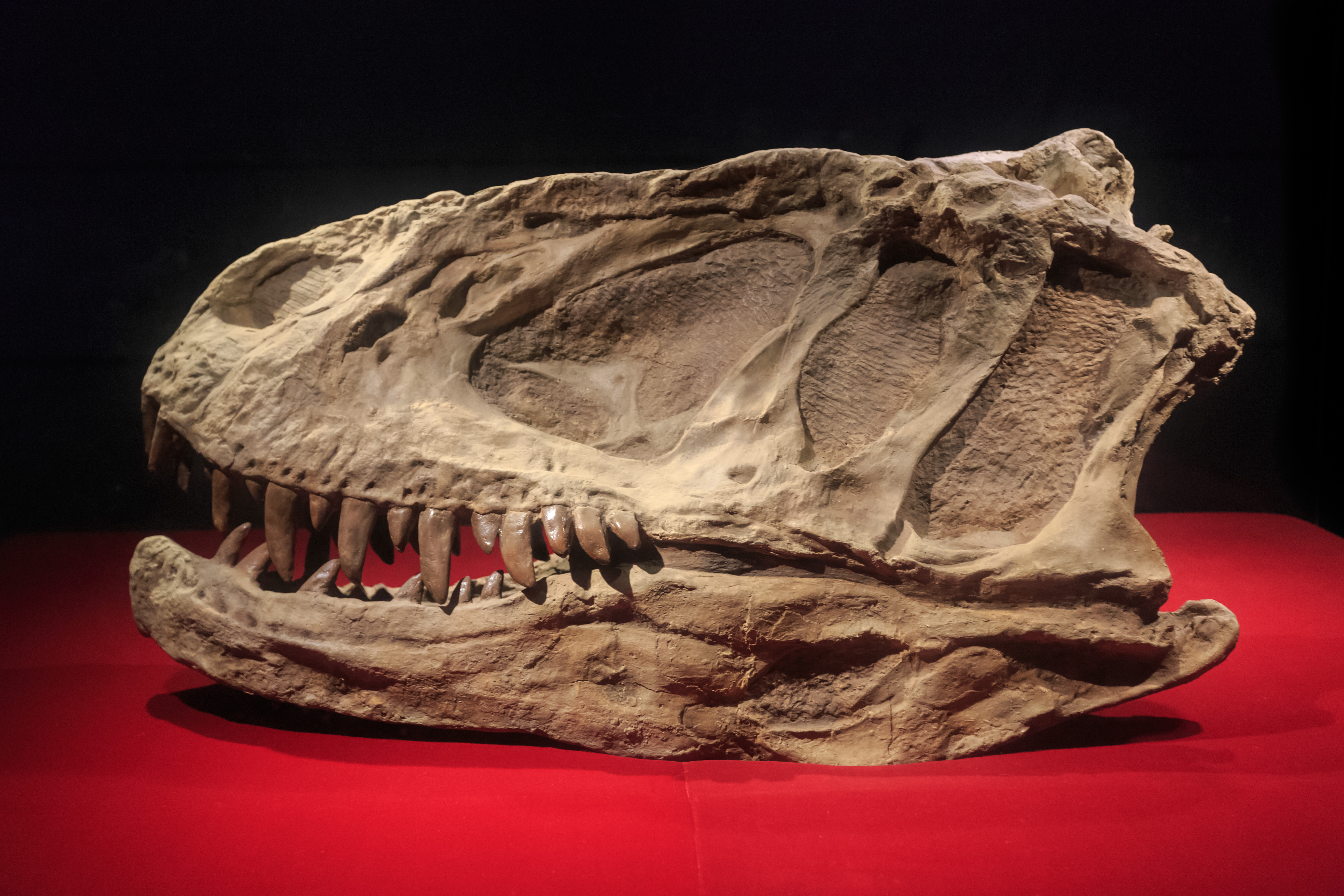
Carnosaure

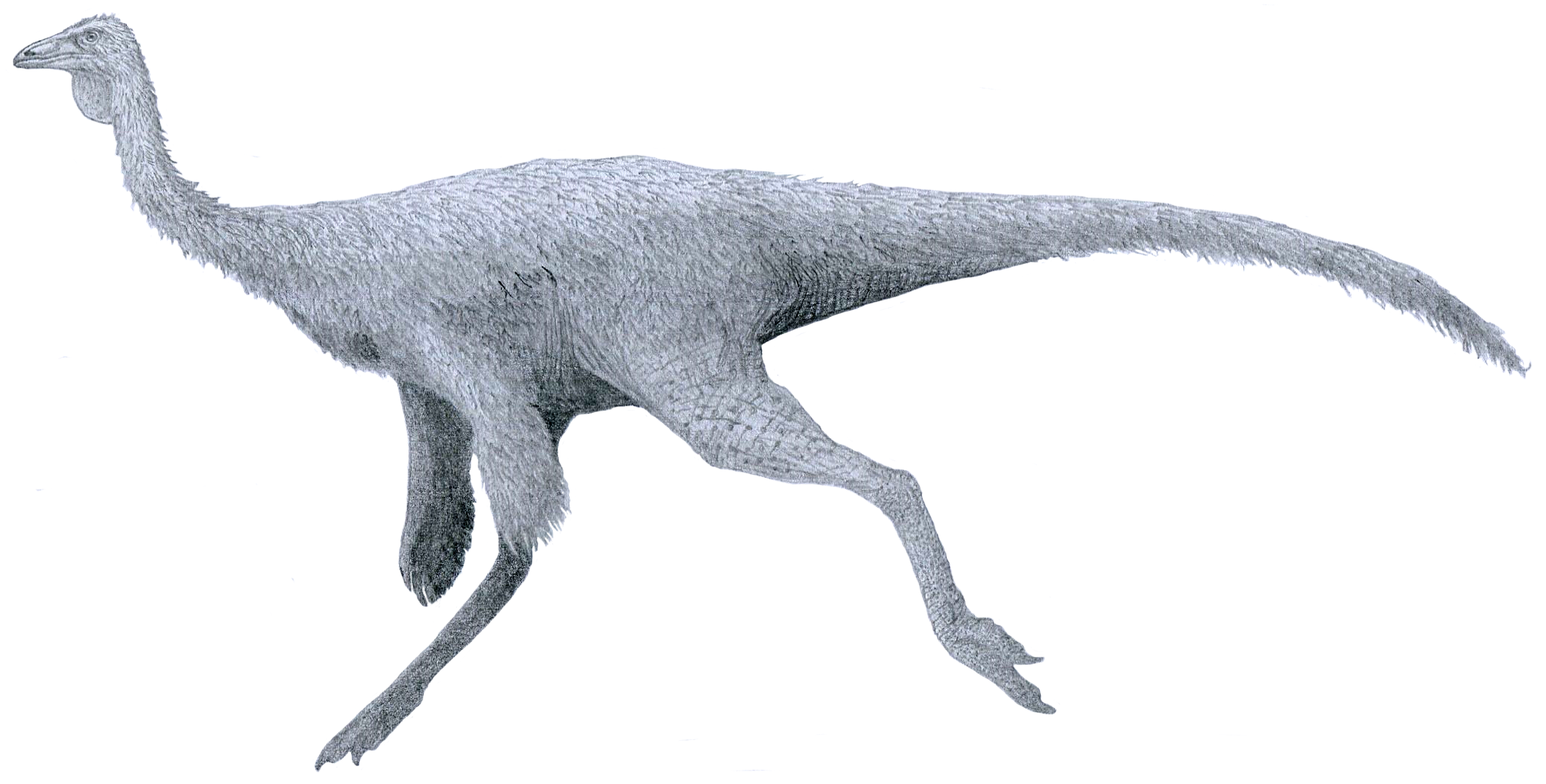
Ornithomimus

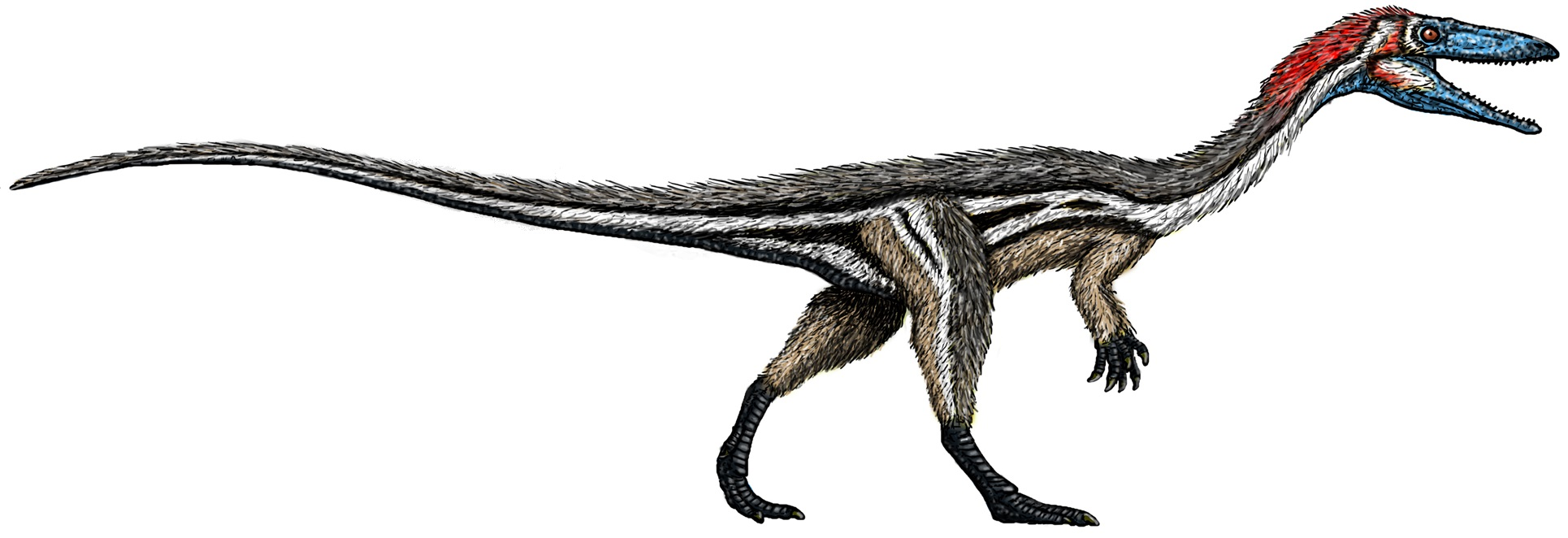
Coelophysis

### Héraldique
| Blason de Mourèze | Blason  | D'or à un bouton de lys tigé et feuillé de 6 pièces de gueules.                   |
| Blason de Mourèze | Détails | Aimablement transmis par Jean-Paul Fernon d'après un dessin de Gaston Combarnous. |

## Pour approfondir

### Fonds d'archives
- Fonds : Archives communales de Mourèze (1368-1842) [ml].  Cote : 175 EDT. Montpellier : Archives départementales de l'Hérault (présentation en ligne).